# Michel Henry
Michel Henry (Haiphong, 10 gennaio 1922 – Albi, 3 luglio 2002) è stato un filosofo francese appartenente alla tradizione fenomenologica di Edmund Husserl e Martin Heidegger.

## Biografia
Michel Henry, figlio di un ufficiale militare, trascorre i primi anni della sua vita in indocina. Dopo la morte prematura del padre torna con la madre in Francia nel 1929 dove più tardi studierà filosofia a Lilla, al Lucée Henry IV di Parigi e infine alla Sorbonne. Qui termina gli studi con la tesi "Le bonheur de Spinoza" (la beatitudine in Spinoza). Alla fine della seconda guerra mondiale, durante la quale fa parte della resistenza, riceve la cattedra (agregation) di filosofia. Dopo anni di ricerca al centre national de recherches scientifiques di Parigi insegna all'estero e in Francia porta a termine il suo dottorato di ricerca per poi diventare docente privato e in seguito professore ordinario all'università Paul Valery di Montpellier. Qui resta fino alla pensione nel 1982.

## Il Pensiero
Michel Henry è conosciuto come fondatore della "fenomenologia radicale della vita" che espone nella sua opera capitale "L'essence de la manifestation" (1963), dove si confronta con l'ontologia tradizionale e la fenomenologia storica. La fenomenologia di Henry è da definirsi "radicale" in quanto esplica che la manifestazione dei fenomeni esterni ha le sue "radici" nella donazione (la donation) della vita pura e non-intenzionale.
Differenziando la manifestazione originaria ed immanente della vita da ogni donazione che in relazione a questa è secondaria ed esterna, la cosiddetta "manifestazione del mondo" (nel senso di una "duplicité de l'apparaître"), e rendendo chiaro che la riduzione dell'uomo a questa "manifestazione del mondo" introdotta dal pensiero scientifico e dalla tecnica separa l'uomo dalle certezze della vita e in questo modo anche dalle fondamenta culturali, dimostra le contraddizioni della dilagante cultura estetizzante di oggi.
In questo senso Henry applica il suo pensiero filosofico a problemi politologici (nei due volumi "Marx"), a tematiche psicologiche (nella "genealogia della psicoanalisi"), alla critica d'arte e cultura (in "La barbarie" e nel suo libro sull'opera de Kandinsky) e alla filosofia della religione (nel suo libro sulla "fenomenologia del cristianesimo").
Henry riassume il suo pensiero in "Incarnazione. Una filosofia della carne" (2000).

## Opere

### Opere filosofiche
- L'essence de la manifestation. Parigi: Presses Universitaires de France (PUF) 1963 (II ed. in un volume 1990).
- Philosophie et phénoménologie du corps. Essai sur l'ontologie biranienne. Paris: Presses Universitaires de France (PUF) 1965.
- Marx. I. Une philosophie de la réalité. II. Une philosophie de l'économie. Paris: Gallimard 1976 (II ed. 1991).
- Généalogie de la psychanalyse: le commencement perdu. Paris: Presses Universitaires de France (PUF) 1985.
- La barbarie. Paris: Grasset 1987.
- Voir l'invisible. Sur Kandinsky. Paris: Bourin 1988 (2 ed. Paris PUF 2004).
- Phénoménologie matérielle. Paris: Presses Universitaires de France (PUF) 1990.
- Du communisme au capitalisme. Théorie d'une catastrophe. Paris: Jacob 1990.
- C'est moi la vérité. Pour une philosophie du christianisme. Paris: Seuil 1996.
- Incarnation. Une philosophie de la chaire. Paris Seuil 2000.
- Paroles du Christ. Paris: Seuil 2002.

### Romanzi e narrazioni
- Le jeune officier. Paris: Gallimard 1954.
- L'amour les yeux fermés. Paris: Gallimard 1976.
- Le fils du roi: Paris: Gallimard 1981.
- La vérité est un cri. Radio-France, théâtre, 1982.
- Le cadavre indiscret. Paris: Albin Michel 1996.

### Traduzioni italiane
- Genealogia della psicanalisi. il cominciamento perduto. edizione italiana a cura di Valeria Zini, Firenze: Ponte alle grazie 1990.
- Vedere l'invisibile. Saggio su Kandinskij. Trad. di Roberto Cossu, Milano: Guerini e associati 1996.
- Io sono la verità. Per una filosofia del cristianesimo. Prefazione all'edizione italiana e trad. di Giuliano Sansonetti, Brescia: Queriniana 1997.
- Fenomenologia materiale. Trad. di Edmondo de Liguori, Maria Lorella Iacarelli,  Milano: Guerini e associati 2001.
- Incarnazione: una filosofia della carne. Trad. di Giuliano Sansonetti. Torino: SEI 2001.
- Parole del Cristo. Trad. di Giuliano Sansonetti, Brescia: Queriniana 2003.
- L'Essenza della Manifestazione - parte 1. a cura di F. C. Papparo, Trad. di Daniela Sciarelli, Mariafilomena Anzalone, Napoli: Filema 2009.
- Quattro saggi sull'etica della vita. a cura di G. Iaia-C. Matarazzo, Napoli: Guida editori 2016.
- Arte e fenomenologia della Vita. Trad. di Andrea Bocchetti e nota introduttiva di Gaetano Iaia, in "Aisthema, International Journal" 3(2016)1, 73-118.
- L'essenza della manifestazione. a cura di G. De Simone, Orthotes, Napoli-Salerno 2018 [edizione integrale].

### Italiano
Libri
- Carla Canullo, La fenomenologia rovesciata. Percorsi tentati in Jean-Luc Marion, Michel Henry, Jean-Louis Chrétien, Rosenberg & Sellier: Torino 2004
- Emanuele Marini, Vita corpo e affettività nella fenomenologia di Michel Henry. Cittadella: Assisi 2005.
- Anna Pia Viola, Dal corpo alla carne. La proposta fenomenologica di Michel Henry in Incarnazione. Caltanissetta etc.: Sciascia 2005.
- Gioacchino Molteni, Introduzione a Michel Henry. La svolta della fenomenologia. Milano: Mimesis 2005.
- Giuliano Sansonetti, Michel Henry. Fenomenologia, vita, cristianesimo. Brescia: Morcelliana 2006.
- Annalisa Rossi, Possibilità dell'io. Il cogito di Descartes e un dibattito contemporaneo: Heidegger e Henry, Mimesis: Milano 2006.
- Carla Canullo (ed.), Michel Henry: narrare il pathos, Macerata: EUM 2006.
- Nicola Badaloni, Su alcune opere filosofiche del giovane Marx. Discussione con Michel Henry. Urbino: QuattroVenti 2007.
- Giuseppina De Simone, La Rivelazione della Vita. Cristianesimo e Filosofia in Michel Henry. Trapani: Il Pozzo di Giacobbe 2007.
- Teodoro Di Bella, Michel Henry: la fenomenologia della vita, Leumann (To): Elle Di Ci 2007.
- Ivano Liberati, Dalla barbarie alla vita come auto-manifestazione. La proposta fenomenologica di Michel Henry, Roma: Aracne 2010.
- Marco Statzu, Mistica dell'Incarnazione. Per una conoscenza affettiva di Dio tra generazione eterna e opera interiore della Grazia, Glossa Editrice, 2010, ISBN 8871052838.
- Felice Ciro Papparo, Allucinare il mondo. Note sulla filosofia di Michel Henry, Paparo Editore, Napoli 2013.
- Carmine Matarazzo (a cura di), Educare all'umano a partire da Michel Henry, Ladolfi editore, Borgomanero (NO) 2018 (con contributi di Giuseppina De Simone, Gaetano Iaia, Carmine Matarazzo, Felice Ciro Papparo, Stefano Santasilia, Claudio Tarditi).

Articoli
- Adriano Fabris, Il corpo e la carne. Un percorso da Michel Henry a Tertulliano, in "Hermeneutica" 2007, pp. 53–70.
- Vittorio Perego, Affettività e immanenza. Michel Henry lettore critico di Heidegger, in "Rivista di filosofia neo-scolastica" anno XCIII (2001), pp. 280–305.
- Giuliano Sansonetti, Dopo i maestri del sospetto. Il cristianesimo in Michel Henry, in "Hermeneutica" 1999, p. 245-268.
- Giuliano Sansonetti, Logos come vita. La lettura del Prologo in Michel Henry, in "Filosofia e teologia" anno XIII (1-1999), pp. 112–123.
- Paolo Sterlicchi, Corpo e carne: una sfida fenomenologica, in "Hermeneutica" 2007, pp. 71–94.
- Davide Zordan, Vita interiore e vita assoluta: Michel Henry, in "Fenomenologia e società" anno XXXI, (4/2008), 109-124.
- Gaetano Iaia, Michel Henry: estetica e fenomenologia materiale. Uno status quaestionis, in "Divus Thomas" 118 (gennaio/aprile 2015), 250-273.

### Francese
- Gabrielle Dufour-Kowalska, Michel Henry un philosophe de la vie et de la praxis. Paris: Vrin 1980.
- Dominique Janicaud, Le tournant théologique dans phénoménologie française. Paris: Eclat 1991, 57-73.
- Antoine Vidalin, La parole de la vie: la phénoménologie de Michel Henry et l'intelligence chrétienne des Ecritures. Paris: Parole et silence 2006.
- Jad Hatem, Christ et intersubjectivité chez Marcel, Stein, Wojtyla et Henry, Paris: L'Harmattan 2004.
- Raphaël Gély, Rôles, action sociale et vie subjective. Recherches à partir de la phénoménologie de Michel Henry. Bruxelles: Peter Lang 2007.

### Inglese
- Ruud Welten, "From Marx to Christianity, and back. M. H.'s philosophy of reality";. In: International Journal in Philosophy and Theology Bijdragen 66 (2005), 415-431.
- Michael O'Sullivan, Michel Henry. Oxford: OUP 2006.

### Tedesco
- Bernhard Waldenfels, Phänomenologie als Ontologie des Lebens (Michel Henry). In: Ders., Phänomenologie in Frankreich. Frankfurt/M.: Suhrkamp 1983, 349-355.
- Rolf Kühn, Leiblichkeit als Lebendigkeit. Michel Henrys Lebensphänomenologie absoluter Subjektivität als Affektivität. Freiburg / München: Alber 1991.
- Rolf Kühn / Stefan Nowotny (Hrsg.), Michel Henry. Zur Selbsterprobung des Lebens und der Kultur. Freiburg/München: Alber 2002.
- Rolf Kühn, Innere Gewißheit und lebendiges Selbst Grundzüge der Lebensphänomenologie. Würzburg: Echter 2005.
- Marco A. Sorace, Avantgarde nach ihrem Ende. Von der Transformation der avantgardistischen Kunst des 20. Jahrhunderts. Ein Beitrag zur theologischen Kunstkritik. In: Seele - Existenz - Leben. Hrsg. von G. Funke / R. Kühn, Bd. 7, München / Freiburg: Alber 2007.